# Мегс (Џорџија)
Мегс (енгл. Meigs) град је у америчкој савезној држави Џорџија. По попису становништва из 2010. у њему је живело 1.035 становника.

## Демографија
Према попису становништва из 2010. у граду је живело 1.035 становника, што је 55 (5,0%) становника мање него 2000. године.
| Група             | 2000.       | 2010.       |
| Белци             | 262 (24,0%) | 295 (28,5%) |
| Афроамериканци    | 728 (66,8%) | 668 (64,5%) |
| Азијати           | 0 (0,0%)    | 0 (0,0%)    |
| Хиспаноамериканци | 83 (7,6%)   | 65 (6,3%)   |
| Укупно            | 1.090       | 1.035       |